# Батт IV
Батт IV Добрий (*Βάττος ο Καλός, д/н — 465 до н. е.) — давньогрецький цар Кирени у 515—465 роках до н. е.

## Життєпис
Походив з династії Баттіадів. Був сином царя Аркесілая III. У 515 році до н. е., після вбивства батька, вимушений був разом з бабцею Феретімою втікати до Єгипту. Незабаром завдяки перській потузі династію Баттіадів відновлено на троні Кирени. Феретіма передала владу над Киренаїкою Батту IV. Невдовзі уклав договір з Гасдрубалом Магонідом щодо поділу кордонів з Карфагенською державою.
З цього моменту, спираючись на підтримку персів, Батт спокійно володарював у Кирені. Він намагався зберігати мир з громадянами, особливо зі знаттю. Водночас провів заходи щодо економічного зміцнення Кирени. Основу потуги держави став експорт пшениці, ячменю, оливкової олії, силфіума, рабів.
Під час греко-перських війн Батт IV намагався зберігати нейтралітет, допомагаючи персам лише харчами. Після поразок персів від греків цар Киренаїки намагався налагодити політичні союзи з грецькими державами Еллади. Втім за його правління не відбулося значних виступів проти царської влади. Помер Батт IV у 465 році до н. е. Владу успадкував його син Аркесілай IV.